# Flaga wspólnoty autonomicznej Walencji

Flaga nacjonalistów walenckich i separatystów

Flaga wspólnoty autonomicznej Walencji - jeden z symboli wspólnoty autonomicznej Walencji.
Flaga składa się z czterech czerwonych pasów na żółtym tle zwieńczonych niebieskim paskiem. 
Flaga pochodzi od tradycyjnej flagi tzw. Senyery.

## Historia
Flaga ta jest niemal identyczną kopią chorągwi przyznanej w 1238 roku miastu Walencja przez króla Aragonii Jakuba I Zdobywcę.
Flaga została przyjęta przyjęta 1 lipca 1982 roku.